# Tessera (isola)
Tessèra (anche Batteria Tessèra) è un'isola della Laguna di Venezia (7937 m², di cui 531 edificati). 
Si trova lungo il canale omonimo e prende il nome dalla vicina località di terraferma sede dell'aeroporto di Venezia.
Utilizzata sin dai tempi della Serenissima come presidio militare (vi sorgevano allora dei semplici fortini di palafitte), fu potenziata a partire dal 1798 dai francesi e in seguito dagli austriaci e dagli italiani. Con questi ultimi le batterie subirono dei drastici interventi di miglioramento e l'isola fu utilizzata come stazione radiotelegrafica della Marina Militare Italiana.
In seguito abbandonata e decaduta, è stata infine acquistata da privati che l'hanno restaurata adibendo le costruzioni a villino.